# Necro Story
Necro Story is een computerrollenspel ontwikkeld en uitgegeven door Rablo Games. Het singleplayer-spel werd officieel uitgebracht op 7 oktober 2024 voor Windows, Nintendo Switch, PlayStation 5 en Xbox Series.

## Beschrijving
Necro Story is een komische RPG waarin de speler de rol aanneemt van een machtige en (enigszins) kwaadaardige dodenbezweerder. Bijgestaan door de geest van een witte magiër moet je samen een weg banen door de onderwereld om de mensheid te redden.

## Speelbare personages
- Jaimus is een dodenbezweerder die door Vivi wordt gewekt na een jarenlange slaap. Hij ontwaakt in een wereld vol met monsters na een gebeurtenis genaamd de "humanicide," waarbij alle mensen zijn uitgeroeid.
- Vivi is een geest en een witte magiër. Ze wekt Jaimus om de mensheid te redden. Zij was ook degene die hem met magie in een jarenlange slaap dwong.

Naast de twee genoemde personages kan de speler de zielen van 54 verschillende monsters vangen om aan zijn team toe te voegen.